# Abaújszántó
Abaújszántó es una ciudad (en húngaro, város) situada en el condado de Borsod-Abaúj-Zemplén, Hungría. Tiene una población estimada, en 2024, de 2 697 habitantes.
Está ubicada en el famoso distrito vitícola de Tokaj-Hegyalja, Patrimonio de la Humanidad de la UNESCO.
Perdió su estatus de ciudad en 1902, fue el centro del distrito de Abaújszántó entre 1921 y 1962 y recuperó la condición de ciudad en 2004.

## Ciudades hermanadas
- Bad Schwalbach, Alemania
- Căpâlnița, Rumanía
- Košice, Eslovaquia
- Oberlungwitz, Alemania
- Vylok, Ucrania